# Paradesmosoma australis
Paradesmosoma australis là một loài chân đều trong họ Desmosomatidae. Loài này được Brix miêu tả khoa học năm 2006.